# Луис де Гонгора
Луис де Гонгора е испански поет и драматург от Испанския златен век.

## Биография
Де Гонгора е роден на 11 юли 1561 г. в Кордоба в семейството на дон Франсиско де Арготе и Леонор де Гонгора. Учи в Саламанкския университет, където започва да се изявява като поет. Композира множество сонети, романси и сатирични и лирични летрили, а музиканти като Диого Гомес, Габриел Диас и Клаудио де ла Саблонара се интересуват от поставянето на музика на тези стихотворения.
През 1603 г. Луис де Гонгора се скарва с Кеведо, когото обвинява, че имитира неговата сатирична поезия под псевдоним, независимо дали това е вярно, или не. Изглежда, че Кеведо е писал срещу лошия вкус на сатирите, които кордовската изобретателност проявява по това време срещу мръсотията на река Есгуева, която пресича града. През 1609 г. се завръща в Кордоба и започва да засилва естетическата сила и бароковия стил на своите стихове. През 1613 г. създава Polifemo, поема в октави, която перифразира митологичен пасаж от „Метаморфозите“ на Овидий, тема, която вече е била разгледана от негов сънародник.
През 1617 г. Фелипе III назначава Луис де Гонгора за кралски капелан. За да изпълни тази позиция, той се премества в Мадрид и живее в двора до 1626 г. На следващата година, през 1627 г., след като е загубил паметта си, се връща в родния си град, където умира от инсулт в крайна бедност. Веласкес го изобразява през 1622 г. с широко, ясно чело, а от съдебните процеси, документите и сатирите на големия му враг Франсиско де Кеведо се знае, че той е весел, общителен, приказлив и любител на лукса и развлеченията като играта на карти и корида, до такава степен, че често е упрекван за това колко малко зачита църковните навици.
В неговите стихове обикновено се разграничават два периода: до 1610 г. и след това, когато започва да използва по-сложни метафори, много митологични алюзии и други. Поетът Дамасо Алонсо отбелязва, че тези похвати вече са присъствали в неговия ранен период и с времето просто се засилват поради естетически причини.
Останките му се намират в Мескита де Кордоба.